# Richard Schulze-Kossens
Richard Schulze-Kossens (Berlin-Spandau, 2 oktober 1914 – Düsseldorf, 3 juli 1988) was een Duitse officier en SS-Obersturmbannführer (luitenant-kolonel). Hij was ook de adjudant van Adolf Hitler en Joachim von Ribbentrop en later ook commandant van de SS-Junkerschule in Bad Tölz.

## Leven
Schulze-Kossens werd in 1914 als Richard Schulze in Berlin-Spandau geboren. Na de basisschool en het gymnasium, die hij in 1933 afsloot met een abitur. Hij trad in november 1934 toe tot de SS, nadat hij al in 1931 lid geworden was van de Hitlerjugend. Hij werd meteen bij de 6. SS-Standarte van de Leibstandarte SS Adolf Hitler in Berlijn geplaatst, waarna hij overgeplaatst werd naar de SS-Verfügungstruppe. Hij volgde van november 1934 tot maart 1935 de Führeranwärter-Lehrgang in Jüterbog en van april 1935 tot februari 1936 zat hij op de SS-Junkerschule in Bad Tölz. Hierna volgde hij nog een Zugführerlehrgang in Dachau, en nam daarna als Zugführer (pelotonscommandant) het commando van de II. Sturmbann van de SS-Totenkopfverbände Elbe in Lichtenburg, daarna werd hij in maart 1937 overgeplaatst naar de staf van SS-Gruppenführer Theodor Eicke, waar hij tot juli 1937 bleef. Tijdens deze periode trad hij onder invloed van Eicke in de NSDAP.
Van juli 1937 tot november 1938 bekleedde Schulze-Kossens de functies van adjudant in het 3. SS-Totenkopfstandarte „Thüringen“, om daarna in dezelfde eenheid tot april 1938 als Hundertschaftsführer te werken.
in april 1939 werd Schulze in het SS-Hauptamt in Berlijn geplaatst, waar hij de adjudant van de SS-Obergruppenführer August Heißmeyer werd. Op 8 juni 1939 werd hij adjudant van de toenmalige minister van buitenlandse zaken Joachim von Ribbentrop, die hij in augustus van hetzelfde jaar ter gelegenheid van het ondertekenen van het Duits-Sovjet-Russisch grens- en vriendschapsverdrag naar Moskou begeleidde.
In februari 1940 werd Schulze weer terug naar de Leibstandarte SS Adolf Hitler overgeplaatst, en in april belast met het commando van de  2e compagnie. Na een verwonding die hij had opgelopen in de slag om Frankrijk in juni 1940, werd hij tot augustus in de staf van von Ribbentrop te werk gesteld. Om daarna vanaf augustus 1940 tot augustus 1941 een SS-commando aan te voeren. In 1941 nam hij aan de Balkanveldtocht en Operatie Barbarossa deel, om na diverse verwondingen (kogel door de linker bovenarm en granaatsplinter in zijn rechter onderarm) in oktober 1941 als ordonnansofficier (SS-adjudant) in de staf van Adolf Hitler geplaatst te worden. Daar werkte hij in verschillende functies (o.a. van oktober 1941 tot oktober 1942 als ordonnansofficier, oktober 1942 tot oktober 1943 als „persoonlijk adjudant“) hij bleef hier tot december 1944. Zijn standplaats in die jaren was Hitlers hoofdkwartier in Oost-Pruisen het zogenaamde "Wolfsschanze". In dit geval nam hij als plaatsvervanger van de SS vanaf augustus 1942 aan alle briefings (Lagebesprechungen) in Hitlers hoofdkwartier in de Wolfsschanze deel, en nam de orders van Hitler aan, en gaf deze weer door aan Himmler.
Tijdens het complot van 20 juli 1944, behoorde Schulze-Kossens tot de 14 personen die bij de aanslag van Claus Schenk von Stauffenberg op Hitler tijdens de briefing in de Wolfsschanze waar Stauffenberg zijn bom ontstak aanwezig waren. In de nazomer van 1944 werd Schulze-Kossens bevorderd tot SS-Obersturmbannführer en tot commandant van de SS-Junkerschule in Bad Tölz in Beieren, een onderwijscentrum voor de „Führerelite“ van de SS benoemd. Hij vervulde deze functie van januari tot maart 1945. Nadat hij van november 1944 tot januari 1945 al reeds het 2e Bataljon SS-Panzer-Grenadier-Regiment van de 12. SS-Panzer-Division "Hitlerjugend" tijdens de slag om de Ardennen aangevoerd had, werd Schulze in maart 1945 tot commandant van het 38. SS-Grenadier-Division Nibelungen benoemd. Dit was de laatste SS-eenheid die aan het einde van de oorlog nog opgericht werd.

## Naoorlogse jaren
Na de oorlog bracht Schulze-Kossens drie jaar in 13 verschillende Amerikaanse interneringskampen door. In 1948 trad hij als getuige op voor de voormalige staatssecretaris Ernst von Weizsäcker in een Amerikaanse militaire rechtszaak.
In 1951 was Schulze-Kossens - naast Otto Kumm, Felix Steiner en Paul Hausser een van de vier oprichters van de Hilfsgemeinschaft auf Gegenseitigkeit der Angehörigen der ehemaligen Waffen-SS (HIAG). In 1985 was Schulze-Kossens adviseur van de HIAG-federale raad van bestuur.
Na de oprichting van de Bondsrepubliek, was Schulze-Kossens als koopman en schrijver werkzaam. In de jaren '70 werd hij bekend bij het grote publiek door zijn medewerking aan een aantal documentaires over de periode van het nationaalsocialisme. Zo ook aan de Britse productie Inside the Third Reich. De literaire werken van Schulze-Kossens, gingen in wezen om de geschiedenis van de Waffen-SS en de door Schulze-Kossens geleide SS-Junkerschule in Bad Tölz gingen. De meerderheid van de critici beoordeeld als "klassieke apologetische geschiedenisverbuiging". De Bitburg-controverse in mei 1985, waarna Schulze-Kossens zich beklaagde bij Heinz Höhne over zijn een artikel in de Der Spiegel. De historicus Karsten Wilke zag Schulze-Kossens wens/verlangen/verzoek daarin, „die op persoonlijke ervaring berusten uitleg/verklaring/interpretatie van het verleden met een
Met blik op de Waffen-SS volhield Schulze-Kossens daarop, dat die niks met deze gruwelen te maken hadden. Hij weigerde deel te nemen aan interviews over dit onderwerp, dat hij meende, dat hij probeerde om afstand te nemen van de beschuldiging dat de SS wreedheden had begaan, de verkeerde indruk zou hebben gemaakt dat hij iets probeerde te verbloemen. Hij zei ook dat hij niet kon toestaan dat „onze troepen [...] werden afgeschilderd als een Soldateska" die een „reeks oorlogsmisdrijven" pleegde zou hebben.
Pomorin, Junge en Biemann onderstelde bovendien in hun boek Geheime Kanäle – Der Nazi-Mafia auf der Spur, dat Schulze-Kossens een „hoofdfiguur in de internationale relaties van de voormalige SS-leden“ was. Zo leidde hij conferenties van voormalige SS'ers in de buurt van zijn oude werkplek in Bad Tölz, „in oktober 1976 vond bijvoorbeeld een dergelijk overleg met 600 ex-SS' ers plaats.“ Bovendien was Schulze-Kossens na de oorlog een beslissende factor in het ondergrondse geweest. Door HIAG werd hij met veel geheimzinnigheid omgeven, wat zijn reden was, omdat Schulze-Kossens werd beschouwd als een van de gevolmachtigde van ODESSA.
In 1988 overleed Schulze-Kossens aan de gevolgen van longkanker. Zijn begrafenis werd gemeld door The New York Times in het artikel van 11 juli 1988, die zich op een bericht beriep van de Welt, dat meer dan 100 ex-SS' ers de begrafenis zullen bijwonen, waaronder Hitlers adjudant Otto Günsche alsmede Himmlers helper Werner Grothmann, hij was een van de twee voormalige officieren die een lofrede gehouden hadden.

## Schulze-Kossens als getuige in het Holocaust-onderzoek
In de Holocaust-research werd Schulze-Kossens bij verschillende gelegenheden als zegsman benoemd. De holocaust in werkelijkheid een  „Project Himmlers“ geweest was, waarvan Hitler niets wist. David Irving een van de prominentste vertegenwoordiger van deze verklaring, wijst in meerdere boeken op zijn onderbouwing, dat Schulze-Kossens van 1942 tot 1944 alle besprekingen van Hitler met Himmler bijgewoond heeft, en verklaard heeft dat daarin nooit over de uitroeiing van de Joden werd besproken of zelfs genoemd. Op 9 juni 1977 bracht hij Schulze-Kossens zelfs mee in de toen populaire Engelse televisie talkshow van David Frost, om in die zin te „getuigen“.
De historicus Richard Evans houdt Irving citaat van Schulze-Kossens, door Evans zelfs uitgevoerd gedetailleerd onderzoek van Schulze-Kossens dat indruist tegen de feiten: in een expertise tegenover David Irving, Hitler and Holocaust Denial schrijft Evans: „Richard Schulze-Kossens vertelde mij dat hij niet wist dat Irving in zijn boek had verklaard dat Hitler niets over de uitroeiing van de Joden wist. [Ter correctie heb ik tegenover Evans een verklaring afgelegd] 'Ik dacht dat (Irving in het boek) wilde vaststellen, dat Hitler niet het bevel had gegeven om ze te vernietigen. Natuurlijk moet je tot de conclusie komen dat hij ervan op de hoogte was - Ik kan niet geloven, en ik kende Himmler, ja, uiteindelijk dat hij [een maatregel van deze omvang] niet op eigen houtje doorgevoerd had.“ Dus stelde Schulze-Kossens - anders als Irving schetste - enkel (op zich vrij onwaarschijnlijk) bewering, dat Himmler en Hitler nooit over de Jodenvernietiging gepraat hadden, maar geeft het expliciet toe, dat Hitler onafhankelijk daarvan, of hij nu met Himmler sprak of niet, dat hij wist van de grootschalige moordacties op de Joden.

## Familie
Schulze-Kossens is na de oorlog getrouwd. Hij had een jongere broer SS-Obersturmführer Hans-Georg Schulze (11 september 1917 in Berlijn - 27 juli 1941) gesneuveld bij Wlaschin, Rusland terwijl hij bij de 1e compagnie/Leibstandarte-SS “Adolf Hitler“; SS-Nr.: 270 844 diende.

## Militaire carrière
- SS-Obersturmbannführer: 9 november 1944[1][2]
- SS-Sturmbannführer der Waffen-SS: 24 februari 1943[1][2][6]
- SS-Hauptsturmführer der Waffen-SS: 1 augustus 1940[1][2][3]
- SS-Obersturmführer: 9 november 1938[1][2][3]
- SS-Untersturmführer: 20 april 1936[1][2][3][7]
- SS-Standartenoberjunker: 10 februari 1936[1][2] - 25 februari 1936[3]
- SS-Standartenjunker: 9 november 1935[1][2][3]
- SS-Junker: 1 april 1935[1]
- SS-Anwärter: 9 november 1934[1][3]

## Lidmaatschapsnummers
- NSDAP-nr.:  (lid geworden 1 mei 1937[1][2][3])
- SS-nr.: 264 059[7] (lid geworden 9 november 1934[1])

## Onderscheidingen
Selectie:
- IJzeren Kruis 1939, 1e Klasse[6] (1940[2]) en 2e Klasse (7 juni 1940[2])[1]
- Duitse Kruis in goud[6] op 26 december 1941 als SS-Hauptsturmführer en Commandant van de 2./LSSAH[2]
- Nahkampfspange,  (I. Stufe) in brons in 1942[2]
- Storminsigne van de Infanterie in brons in 1940[1][2]
- Gewondeninsigne 1939 in zwart in 1941[1][2]
- Militaire Orde voor Dapperheid in de Oorlog, 4e Klasse in 1942[1][2]
- Orde van het Vrijheidskruis, 4e Klasse op 11 juni 1942[1][2]
- Gouden Ereteken van de Hitlerjeugd[1][2]

## Publicaties
- Die Junkerschulen, Militärischer Führernachwuchs der Waffen-SS, Munin Verlag 1982. ISBN 978-3920677392
- Europäische Freiwillige im Bild, Munin Verlag, 1986 (with Heinz Ertel). ISBN 978-3921242636